# ALLS (街机游戏基板)
ALLS是Sega （截至 2020 年 3 月，Sega Interactive ）在2017年9月公布的下一代通用商业基板（当时尚未命名）
正式名称为Amusement Linkage Live System。这是 Nu 系列的后继基板。
ALLS的存在首先通过2017年9月13日的节目“ソルゼロch”中介绍的街机游戏《灵魂逆转》中发布,Sega表示该平台正在开发中(当时仍未公布名称),并将首次用于该游戏。
2018年2月22日,随着《灵魂逆转》的上市,平台名称被确认为“ALLS”(Amusement Linkage Live System),之后上市的游戏将采用ALLS系列而不是Nu系列,标志着Sega的街机游戏平台由Nu切换到ALLS。
起初只发布了ALLS UX型，2018年7月，在该公司的音乐游戏《音击》中使用了ALLS HX型，并在2019年7月11日推出的《maimai DX》中使用了ALLS HX2型， 这表明ALLS将分阶段发布不同规格的版本。

## 概述
与其前身Nu系列和RING系列类似，ALLS采用基于PC的架构。
虽然它看起来和Nu2一模一样，但主要区别在于它有四个PCI插槽。
对于多用途的通用型，四个 PCI 插槽中有两个用于显卡，其余两个用于三个 COM 端口（串行端口）。
对于定制用途的专用型，因为它只针对某一个游戏而设计，会减少COM端口以安装其他PCI设备。
ALLS 中的所有存储设备均受40位以上的Bitlocker加密保护
配置（第一代）
这些可以在开机时的启动画面上确认。
- ALLS UX（高端型号）
  - CPU：英特尔酷睿i5-6500
  - 主内存：16GB（8GB x 2）
  - 显卡：NVIDIA GeForce GTX 1070（由 ELSA 或 ZOTAC 制造，根据运行的游戏种类有所不同）
  - 《 House of the Dead ~Scarlet Dawn ~》额外采用了 CREATIVE 的Sound Blaster Audigy Fx 声卡
  - 《死亡之屋～猩红黎明～》和《 SEGA 世界车手锦标赛》使用《 Unreal Engine 4 》作为游戏引擎。
  - 操作系统 ：Windows 10 IoT Enterprise 2016 LTSB Value
- ALLS HX（低端型号）
  - CPU：英特尔酷睿i5-6500
  - 主内存：8GB（4GB x 2）
  - 显卡：NVIDIA GeForce GTX 1050 或 1050 Ti
  - 操作系统 ：Windows 10 IoT Enterprise 2016 LTSB Value

※根据游戏需求的不同,可能存在带有500GB HDD(HGST制造)副存储的不同配置。
配置（第2代）
- ALLS UX2
  - 主内存：16GB（8GB x 2）
  - 显卡：NVIDIA GeForce RTX 2070（由 技嘉 制造）
- ALLS MX2
  - CPU：英特尔酷睿i5-8500
  - 主内存：16GB（8GB x 2）
  - 显卡：NVIDIA GeForce GTX 1060 6GB
- ALLS HX2
  - 中央处理器 ：英特尔酷睿 i3-8100
  - 主内存：8GB（4GB x 2）
  - 显卡：NVIDIA GeForce GTX 1050Ti（厂家未知，但与ALLS HX相同）
- ALLS X2
  - 主内存：8GB（4GB x 2）
  - 显卡：无（使用CPU内置的集成显卡）
- ALLS MX2.1
  - 主内存：16GB（8GB x 2）
  - 显卡：NVIDIA GeForce GTX 1660Ti
- ALLS HX2.1
  - 主内存：8GB（4GB x 2）
  - 显卡：NVIDIA GeForce GTX 1650Ti
  - “CHUNITHM NEW”及后续型号配备了 MOLEX 连接器。
- ALLS EL

※根据游戏需求的不同,可能存在带有500GB HDD(西部数据制造)副存储的不同配置。

## 使用此系列基板的游戏
日期为运营开始日期（对于系列作品，为第一个作品或使用此基板的第一个作品的运营开始日期）

### 使用 ALLS UX 基板的游戏
- Soul Reverse （SEGA Interactive，2018 年 2 月 22 日 → 服务结束）
- SEGA 世界车手锦标赛 2018 （SEGA Interactive，2018 年 3 月 14 日 → 服务于 2021 年 4 月 30 日结束）
  - 部分机台改装为《头文字D ARCADE》(继续使用原机框)。因此,市面上该机台中将混合使用ALLS UX与ALLS MX2.1 框体
- Fate/Grand Order Arcade （SEGA Interactive，2018 年 7 月 26 日）
- House of the Dead ~Scarlet Dawn~ （SEGA Interactive，2018 年 9 月 13 日），添加了额外的声卡
- Chrono Regalia （SEGA Interactive，2019 年 2 月 21 日，由 Soul Reverse 改装（重复利用框体）→ 运营结束）
- WCCF FOOTISTA 2019 （SEGA Interactive，2019 年 3 月 14 日 → 运营结束）
- ALL.net P-ras MULTI Version3 （SEGA Interactive，2019年4月18日[1] 还包含一个由游戏Soul Reverse Chrono Regalia 改装而来的版本（重复利用框体））
- Eiketsu Taisen （SEGA Interactive，2022 年 3 月 10 日）由 WCCF FOOTISTA 改装（重复利用框体）

### 使用 ALLS HX 基板的游戏
- Ongeki （SEGA Interactive，2018 年 7 月 26 日）
- Card Maker（SEGA Interactive，2018 年 7 月 26 日）
- WACCA （Marvelous，2019年7月18日。在线服务结束运营后切换到脱机版本）
- WACCA （页面存档备份，存于） （华卡音舞）（WACCA中文版）

### 使用 ALLS UX2 基板的游戏
- STARHORSE4 （メインモニター）（SEGA Interactive，2019 年 11 月 20 日[2]由 STARHORSE3 改装）

### 使用 ALLS HX2 基板的游戏
- maimai DX （SEGA Interactive，2019 年 7 月 11 日）
- 马力欧与索尼克在东京2020奥运会 街机版（SEGA Interactive，2020 年 1 月 23 日）
- 突尼斯国际版系列（SEGA，2020 年 11 月 26 日）
- 舞萌DX（中文版maimai DX）
- UFO CATCHER LINK STATION

### 使用 ALLS MX2 基板的游戏
- STARHORSE4 （サテライト）（SEGA Interactive，2019 年 11 月 20 日[2]由 STARHORSE3 改装）
- 巴别塔W （页面存档备份，存于）
- Fiz（世嘉，2020 年 10 月 8 日）
- Fiz 2
- lalamee （页面存档备份，存于）
- 口袋妖怪 corogarena （页面存档备份，存于）
- Meity Romantic （页面存档备份，存于）
- Romapi （页面存档备份，存于）
- Bepiu （页面存档备份，存于）
- Romakyun （页面存档备份，存于）
- Gutsri GO！

### 使用 ALLS MX2.1 基板的游戏
- 头文字 D THE ARCADE （页面存档备份，存于） (Satellite)（SEGA，2021 年 2 月 25 日由头文字 D ARCADE STAGE ZERO改装）  （页面存档备份，存于）

* Romakyun (Purikura)  （页面存档备份，存于）

### 使用 ALLS HX2.1 基板的游戏
- CHUNITHM NEW* 之后（SEGA，2021 年 11 月 4 日）
- 中二节奏 NEW（中文版CHUNITHM NEW）

*正式名称为 ALLS HX2.1 OP。它采用开放式框架结构机箱，不完全密封。

### 使用 ALLS X2 基板的游戏
- MESTA（メダルステーション）（SEGA Interactive，2019 年 11 月 20 日[3] ）
- Hori a Tale （页面存档备份，存于）

### 使用 ALLS E2 基板的游戏
- UFO CATCHER 10

## 脚注
1. ↑  待望の店舗間通信対戦機能を搭載!! ALL.Net P-ras MULTIバージョン3 4/18より稼動決定！ （页面存档备份，存于）セガ・インタラクティブ 2019年4月18日
2. 1 2  . セガ 製品情報サイト.   [2020-08-23]. （原始内容存档于2021-05-11） （日语）.
3. ↑  . StarHorse4（スターホース4）.   [2020-08-25]. （原始内容存档于2023-04-18） （日语）.